# Dolne Pole (Mazovie)
Pour les articles homonymes, voir Dolne Pole.
Dolne Pole [ˈdɔlnɛ ˈpɔlɛ] est un village polonais de la gmina de Sokołów Podlaski dans le powiat de Sokołów et dans la voïvodie de Mazovie, au centre-est de la Pologne.
Il est situé à environ 8 kilomètres au sud-ouest de Sokołów Podlaski et à 81 kilomètres à l'est de Varsovie.